# Olympische Sommerspiele 1988/Teilnehmer (Westsamoa)
| Gelbes Symbol für Goldmedaillen mit stilisierten Olympischen Ringen | Graues Symbol für Silbermedaillen mit stilisierten Olympischen Ringen | Braundes Symbol für Bronzemedaillen mit stilisierten Olympischen Ringen |
| ------------------------------------------------------------------- | --------------------------------------------------------------------- | ----------------------------------------------------------------------- |
| —                                                                   | —                                                                     | —                                                                       |

Westsamoa nahm an den Olympischen Sommerspielen 1988 in Seoul, Südkorea, mit einer Delegation von elf Sportlern (allesamt Männer) teil. Es war die zweite Teilnahme des Landes an Olympischen Sommerspielen.

## Teilnehmer nach Sportarten

### Boxen
- Likou Aliu
Halbmittelgewicht: 17. Platz

- Avaavau Avaavau
Halbweltergewicht: 32. Platz

- Tiui Faamaoni
Bantamgewicht: 33. Platz

- Viliamu Lesiva
Mittelgewicht: 17. Platz

- Asomua Naea
Weltergewicht: 17. Platz

- Ulaipalota Tauatama
Federgewicht: 17. Platz

- Pua Ulberg
Halbschwergewicht: 17. Platz

### Gewichtheben
- Taveuni Ofisa
Leichtgewicht: 18. Platz

### Leichtathletik
- Henry Smith
Diskuswerfen: 25. Platz in der Qualifikation

### Ringen
- Uati Iutaga
Weltergewicht, Freistil: in der Qualifikation ausgeschieden

- Fred Solovi
Schwergewicht, Freistil: in der Qualifikation ausgeschieden